# Daniel Negreanu
Daniel Negreanu (* 26. července 1974 Toronto, Ontario, Kanada) je kanadský pokerový profesionál. Je držitelem šesti náramků za vítězství na turnajích světové série (WSOP), dvou titulů z World Poker Tour (WPT) a ocenění Player of the Year z roku 2004. Jeho celkové výhry v živých turnajích přesahují 54 milionů dolarů (2025), čímž se řadí na třetí místo celosvětového žebříčku.

## Vítězství na turnajích světové série
| Rok   | Turnaj                               | Výhra       |
| ----- | ------------------------------------ | ----------- |
| 1998  | $2,000 Pot Limit Hold'em             | $169,460    |
| 2003  | $2,000 S.H.O.E.                      | $100,440    |
| 2004  | $2,000 Limit Hold'em                 | $169,100    |
| 2008  | $2,000 Limit Hold'em                 | $204,874    |
| 2013A | A$10,000 No Limit Hold'em Main Event | A$1,038,825 |
| 2013E | €25,600 High Roller No Limit Hold'em | €725,000    |